# Renault Rodéo
Renault Rodéo − mały samochód terenowy produkowany przez francuską firmę Renault w latach 1970-1988. Wyposażony był on w otwarte nadwozie. Samochód mógł być napędzany przez jeden z trzech dostępnych silników R4: 0,8 l, 1,1 l oraz 1,3 l. Moc przenoszona była na oś przednią bądź na obie osie poprzez 4-biegową manualną skrzynię biegów.
Liczba wyprodukowanych samochodów Renault Rodéo, R4 Pick-up, Rodéo 6, oraz (od 1982 roku) Rodéo 5 wyniosła 50 000 sztuk (30 pojazdów dziennie).

## Dane techniczne (Rodéo 4)
- R4 0,8 l (845 cm³), 2 zawory na cylinder, OHV
- Układ zasilania: gaźnik
- Średnica × skok tłoka: 58,00 mm × 80,00 mm
- Stopień sprężania: 8,0:1
- Moc maksymalna: 35 KM (25,4 kW) przy 5000 obr./min
- Maksymalny moment obrotowy: 57,9 N•m przy 2500 obr./min
- Prędkość maksymalna: 110 km/h

## Dane techniczne (Rodéo 6)
- R4 1,1 l (1108 cm³), 2 zawory na cylinder, OHV
- Układ zasilania: gaźnik
- Średnica × skok tłoka: 70,00 mm × 72,00 mm
- Stopień sprężania: 9,5:1
- Moc maksymalna: 49 KM (35,8 kW) przy 5300 obr./min
- Maksymalny moment obrotowy: 77,5 N•m przy 3000 obr./min
- Prędkość maksymalna: 130 km/h